# Invisible Hand (singolo)
Invisible Hand è un singolo del gruppo musicale statunitense Crosses, pubblicato il 4 agosto 2023 come primo estratto dal secondo album in studio Goodnight, God Bless, I Love U, Delete..

## Descrizione
Seconda traccia dell'album, si tratta di un brano tipicamente rock elettronico caratterizzato da influenze a metà tra l'industrial e l'hard rock.

## Video musicale
Il video, diretto da Shaun Lopez e Lorenzo Carrera, è stato reso disponibile in concomitanza con il lancio del singolo attraverso il canale YouTube del duo.

## Tracce
Testi di Chino Moreno, musiche dei Crosses.
1. Invisible Hand – 3:54

## Formazione
Hanno partecipato alle registrazioni, secondo le note di copertina di Goodnight, God Bless, I Love U, Delete.:
Gruppo
- Chino Moreno – voce, strumentazione, programmazione
- Shaun Lopez – strumentazione, programmazione

Produzione
- Crosses – produzione
- Clint Gibbs – missaggio
- Shaun Lopez – produzione e ingegneria parti vocali
- Eric Broyhill – mastering

## Date di pubblicazione
| Paese                 | Data di pubblicazione | Formato                      | Note        |
| --------------------- | --------------------- | ---------------------------- | ----------- |
| Mondo                 | 4 agosto 2023         | Download digitale, streaming | [ 5 ] [ 6 ] |
| Stati Uniti d'America | 22 agosto 2023        | Airplay                      | [ 7 ]       |